# Hiroya Oku
Hiroya Oku (jap. 奥 浩哉 Oku Hiroya; ur. 16 września 1967 w Fukuoce) – mangaka, autor takich tytułów jak: Gantz, Zero One, Hen czy Me-teru no Kimochi, które zostały opublikowane w magazynie Shūkan Young Jump.

## Osiągnięcia
Hiroya Oku pod pseudonimem Yahiro Kuon zdobył drugą nagrodę w 19 edycji konkursu Youth Manga Awards z 1988 r.